# Sophie Vavasseur
Sophie Vavasseur (10 de mayo de 1992) es una actriz irlandesa conocida por su papel protagónico de Evelyn Doyle en la película Evelyn.

## Carrera
Vavasseur ha aparecido en películas y en obras de teatro, y ha hecho varios anuncios y doblajes de voz. Su primera película fue Evelyn, en la que tuvo el papel principal, (la hija del personaje de Pierce Brosnan). Su segunda película fue Resident Evil: Apocalypse donde hizo de la hija de Charles Ashford, Angela "Angie" Ashford. Entre sus películas también se incluye la película Twang. En el escenario ha realizado papeles en Come on Over de Conor McPherson en el Gate Theatre.
En 2007, Vavasseur apareció en Becoming Jane, una película sobre la escritora Jane Austen; ese mismo año protagonizó una nueva adaptación televisiva de la obra de Charles Dickens, The Old Curiosity Shop. En 2010, apareció como una adolescente poseída en la película española Exorcismus, junto a Richard Felix, Doug Bradley y Stephen Billington.

## Filmografía

### Películas
| Año  | Título                            | Papel                  | Notas |
| ---- | --------------------------------- | ---------------------- | ----- |
| 2002 | Evelyn                            | Evelyn Doyle           |       |
| 2004 | Resident Evil: Apocalypse         | Angela "Angie" Ashford |       |
| 2007 | Becoming Jane                     | Jane Lefroy            |       |
| 2010 | Exorcismus                        | Emma Evans             |       |
| 2014 | Poison Pen                        | Jessica                |       |
| 2017 | Bring It On: Worldwide Cheersmack | Hannah                 |       |
| 2023 | Flora and Son                     | Juanita                |       |

### Televisión
| Año  | Título                  | Papel            | Notas                              |
| ---- | ----------------------- | ---------------- | ---------------------------------- |
| 2007 | La abadía de Northanger | Annie Thorpe     | Película de televisión             |
| 2007 | The Old Curiosity Shop  | Nell Trent       | Película de televisión             |
| 2009 | Masterpiece             | Nell Trent       | Episodio: "The Old Curiosity Shop" |
| 2017 | Vikingos                | Princesa Ellisif | 2 episodios                        |